# 菲泽尔劳德瓦尼
菲泽尔劳德瓦尼，是匈牙利包尔绍德-奥包乌伊-曾普伦州所辖的一个村。总面积9.86平方公里，总人口332，人口密度33.7人/平方公里（2011年1月1日）。